# Death Race (datorspel)
Death Race, även känt som Death Race 2000 är ett arkadspel, utgivet av Exidy i USA 1976. Uppskattningsvis tillverkades 500 exemplar av spelet, som är inspirerat av filmen Death Race 2000 från 1975. Därmed fortsatte Exidy sin serie bil/jakt-spel, som börjat med Destruction Derby 1975.

## Handling
Man spelare antingen ensam eller två, och styr en bil, med ratt och gaspedal. Målet är att köra över så kallade "gremlins" som flyr. Om man kör över dem, börjar de skrika, och ersätts av gravstenar. Dessa gravstenar måste dock undvikas. Spelet designades av Howell Ivy.
Arkadmaskinen är svart med vit bil körandes på en begravningsplats. Enligt Gamespot tillverkades bara 500 exemplar, och bara några få fanns kvar under sent 1980-tal."

## Kontrovers
Trots att grafiken inte är realistisk, påminner "gremlins" om streckgubbar, och spelets arbetsnamn var Pedestrian. Fastän Exidy ordförande Pete Kaufman förnekade att målet var att marknadsföra våld, fick spelet utstå kritik i medierna., och bland annat även av National Safety Council. CBS-programmet 60 Minutes gjorde en psykologisk undersökning om påverkan från spel, och spelet behandlades i NBCs helgprogram, och i National Enquirer.

### Fotnoter
1. ↑  Kocurek, C. A. (2012). The Agony and the Exidy: A History of Video Game Violence and the Legacy of Death Race. Game Studies, 12(1). Läst från http://gamestudies.org/1201/articles/carly_kocurek
2. ↑  Buchanan, Levi (23 augusti 2008). ”Death Race”. IGN. http://www.ign.com/articles/2008/08/23/death-race. Läst 18 juni 2014.
3. ↑  ”Death Race”. Arcade Museum. http://www.arcade-museum.com/game_detail.php?game_id=7541. Läst 19 augusti 2013.
4. 1 2 3 4  ”When Two Tribes Go to War: A History of Video Game Controversy”. Gamespot. 7 mars 2004. http://www.gamespot.com/articles/when-two-tribes-go-to-war-a-history-of-video-game-controversy/1100-6090892/. Läst 18 juni 2014.
5. ↑  Young, Larry (29 december 1976). ”Local Safety Authorities Denounce Game”. The Spokesman-Review (Spokane):  s. 10. http://news.google.com/newspapers?nid=1314&dat=19761229&id=eiFOAAAAIBAJ&sjid=q-0DAAAAIBAJ&pg=6835,5559430.
6. ↑  ”Weekend: That's Nice, Don't Fight (Death Race) Archival Footage”. NBC Universal. http://www.nbcuniversalarchives.com/nbcuni/clip/5112448529_s01.do. Läst 18 juni 2014.